# Sportler des Jahres (Norwegen)

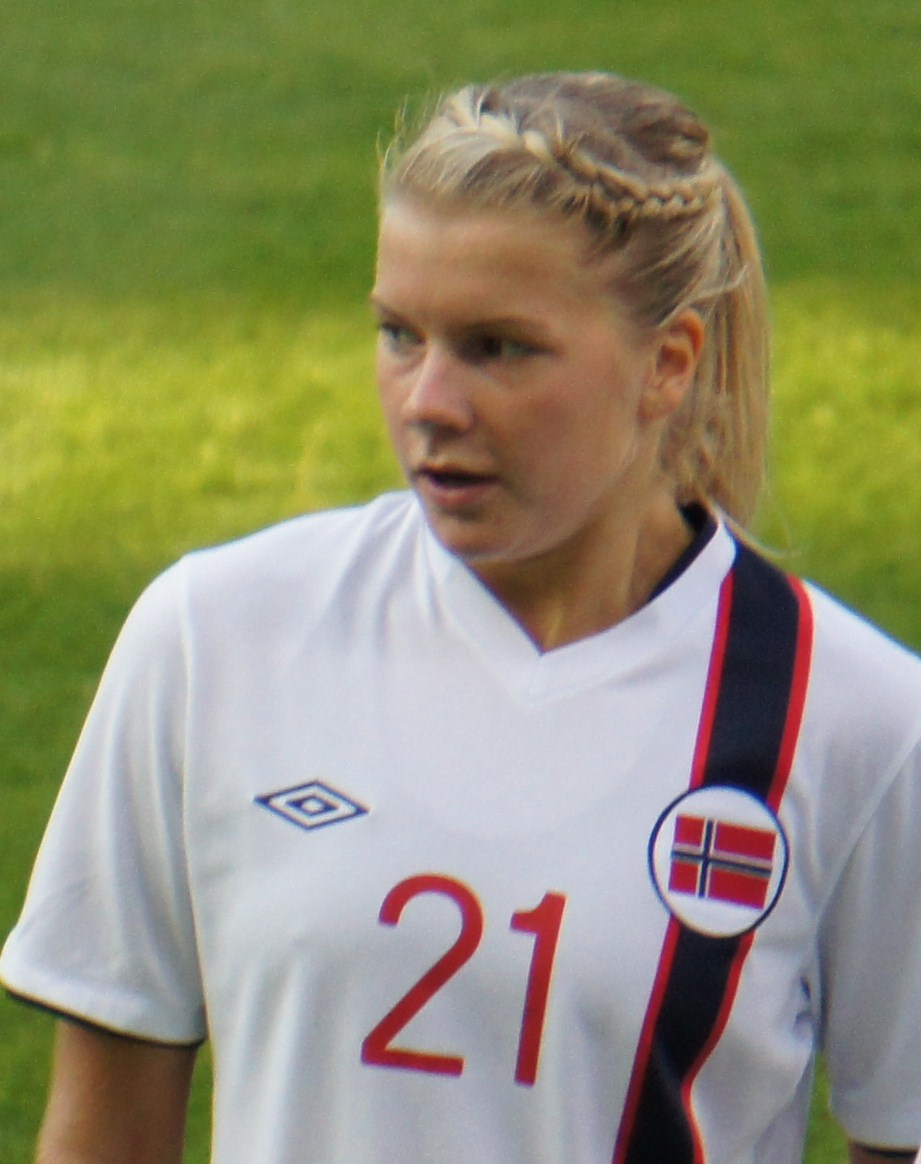
2016 geehrt: die Fußballspielerin Ada Hegerberg

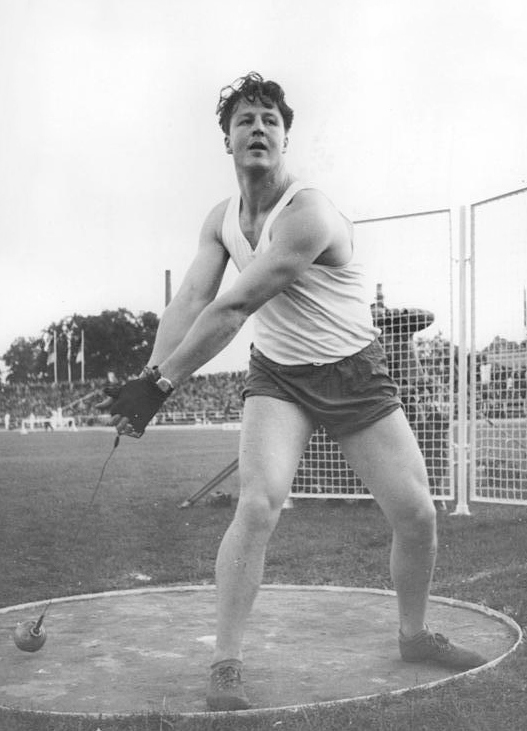
1950 und 1953 erfolgreich: der Hammerwerfer und Weltrekordler Sverre Strandli

Norwegens Sportler des Jahres (norwegisch Sportsjournalistenes statuett oder Årets Idrettsnavn) ist eine Auszeichnung, die seit 1948 jährlich vom Norske Sportsjournalisters Forbund (NSF), dem Norwegischen Sportjournalistenverband (gegründet 1921), vergeben wird. Ermittelt wird Norwegens bester Sportler des abgelaufenen Kalenderjahres, wobei Männer, Frauen, Mannschaften und auch Trainer gegeneinander antreten. Als Juroren fungieren die NSF-Mitglieder, die direkt über ihre Favoriten abstimmen. Das Ergebnis wird in der Regel Ende Dezember/Anfang Januar bekanntgegeben. Die Preisverleihung findet im folgenden Frühjahr statt.
Bei der letzten Wahl für das Sportjahr 2017 siegte der Hürdenläufer Karsten Warholm (110 Punkte) vor dem Langstreckenläufer Sondre Nordstad Moen (18) und dem Eishockeyspieler Mats Zuccarello (15).

## Preisträger
Am häufigsten geehrt wurde die Langstreckenläuferin Grete Waitz (Geburtsname: Andersen), die viermal triumphieren konnte (1975, 1977, 1979, 1983). Drei Mal (2017, 2019, 2021) wurde Karsten Warholm bislang als Norwegens Sportler des Jahres geehrt. Auf je zwei Siege kommen der Hammerwerfer Sverre Strandli (1950, 1953), der Skirennläufer Stein Eriksen (1951, 1954), der Bahnradsportler Knut Knudsen (1972, 1973), die Langstreckenläuferin Ingrid Kristiansen (1986, 1987), der Eisschnellläufer Johann Olav Koss (1991, 1994), der Skilangläufer Bjørn Dæhlie (1995, 1998), der Speerwerfer Andreas Thorkildsen (2004, 2008), der Biathlet Ole Einar Bjørndalen (2002, 2014), der Langläufer Petter Northug (2009 und 2015) und der Langstreckenläufer Jakob Ingebrigtsen (2018, 2022).
In 37 von 77 Fällen wurden Wintersportler geehrt. 16 Mal waren Frauen, einmal eine Mannschaft (1993) und einmal ein Trainer (1997) erfolgreich. Am häufigsten vertretene Sportart unter den Gewinnern ist die Leichtathletik (22 Siege), gefolgt vom Skilanglauf (13), Eisschnelllauf und Ski Alpin (je acht Siege).
| Jahr | Preisträger                                  | Sportart          | Erfolg(e) |
| ---- | -------------------------------------------- | ----------------- | --- |
| 1948 | Petter Hugsted                               | Skispringen       | Goldmedaillengewinner und gleichzeitig Weltmeister bei den Olympischen Winterspielen in St. Moritz (Normalschanze) |
| 1949 | Martin Stokken                               | Leichtathletik    | viermaliger Goldmedaillengewinner bei den Norwegischen Meisterschaften (3000-, 5000- und 10.000-Meter-Lauf, Crosslauf) |
| 1950 | Sverre Strandli                              | Leichtathletik    | Goldmedaillengewinner bei den Leichtathletik-Europameisterschaften in Brüssel (Hammerwurf) |
| 1951 | Stein Eriksen                                | Ski Alpin         | Goldmedaillengewinner bei den Norwegischen Meisterschaften |
| 1952 | Hjalmar Andersen                             | Eisschnelllauf    | dreimaliger Goldmedaillengewinner bei den Olympischen Winterspielen in Oslo (1500-, 5000- und 10.000-Meter-Lauf) |
| 1953 | Sverre Strandli                              | Leichtathletik    | Weltrekord im Hammerwurf (62,36 m) |
| 1954 | Stein Eriksen                                | Ski Alpin         | dreimaliger Goldmedaillengewinner bei den Alpinen Skiweltmeisterschaften in Åre (Slalom, Riesenslalom, Alpine Kombination), Slalom-Sieger bei den alpinen Holmenkollen-Rennen |
| 1955 | Audun Boysen                                 | Leichtathletik    | Norwegischer Rekord im 800-Meter-Lauf (1:45,9 min) |
| 1956 | Egil Danielsen                               | Leichtathletik    | Goldmedaillengewinner bei den Olympischen Sommerspielen in Melbourne (Speerwurf) |
| 1957 | Magne Lystad                                 | Orientierungslauf | Goldmedaillengewinner bei den Norwegischen Meisterschaften |
| 1958 | Inger Bjørnbakken                            | Ski Alpin         | Goldmedaillengewinnerin bei den Alpinen Skiweltmeisterschaften in Bad Gastein (Slalom), dreimalige Goldmedaillengewinnerin bei den Norwegischen Meisterschaften (Abfahrt, Riesenslalom, Alpine Kombination) |
| 1959 | Torbjørn Yggeseth                            | Skispringen       | Gewinner des Skiflug-Wettbewerbs am Kulm (127 m) |
| 1960 | Knut Johannesen                              | Eisschnelllauf    | Goldmedaillengewinner bei den Olympischen Winterspielen in Squaw Valley (10.000-Meter-Lauf) mit Weltrekord (15:46,6 min) |
| 1961 | Harald Grønningen                            | Skilanglauf       | Gewinner der Wettbewerbe in Lahti und am Holmenkollen |
| 1962 | Toralf Engan                                 | Skispringen       | Goldmedaillengewinner bei den Nordischen Skiweltmeisterschaften in Zakopane (Normalschanze), Gewinner der Schwedischen Skispiele in Falun, am Holmenkollen und der norwegischen Sprunglaufmeisterschaft |
| 1963 | Reidar Hjermstad                             | Skilanglauf       | Gewinner der Wettbewerbe in Lahti (15- und 50-Kilometer-Lauf) |
| 1964 | Terje Pedersen                               | Leichtathletik    | zweimaliger Weltrekordler im Speerwurf (87,12 m und 91,72 m) |
| 1965 | Per Ivar Moe                                 | Eisschnelllauf    | Goldmedaillengewinner bei der Mehrkampfweltmeisterschaft in Oslo, Silbermedaillengewinner bei der Mehrkampfeuropameisterschaft in Göteborg |
| 1966 | Gjermund Eggen                               | Skilanglauf       | dreimaliger Goldmedaillengewinner bei den Nordischen Skiweltmeisterschaften in Oslo (15- und 50-Kilometer-Lauf, Staffel) |
| 1967 | Bjørn Wirkola                                | Skispringen       | Gewinner der 15. Vierschanzentournee und am Holmenkollen |
| 1968 | Fred Anton Maier                             | Eisschnelllauf    | zweimaliger Medaillengewinner bei den Olympischen Winterspielen in Grenoble (Gold im 5000-, Silber im 10.000-Meter-Lauf), Goldmedaillengewinner bei der Mehrkampfweltmeisterschaft in Göteborg und Mehrkampfeuropameisterschaft in Oslo, Weltrekorde im 3000- (4:17,5 min), 5000- (7:16,7 min) und 10.000-Meter-Lauf (15:20,3 min)         |
| 1969 | Dag Fornæss                                  | Eisschnelllauf    | Goldmedaillengewinner bei der Mehrkampfweltmeisterschaft in Deventer und Mehrkampfeuropameisterschaft in Inzell, Weltrekord im 3000-Meter-Lauf (4:17,4 min) |
| 1970 | Stig Berge                                   | Orientierungslauf | zweimaliger Goldmedaillengewinner bei den Weltmeisterschaften in Eisenach (Lange Distanz, Staffel) |
| 1971 | Leif Jensen                                  | Gewichtheben      | Silbermedaillengewinner bei den Weltmeisterschaften in Peru in der 75-kg-Klasse, Nordischer Rekord mit 467,5 kg (150 kg, 142,5 kg, 175 kg) |
| 1972 | Knut Knudsen                                 | Bahnradsport      | Goldmedaillengewinner bei den Olympischen Sommerspielen in München (Einerverfolgung), fünfter Platz im Mannschaftszeitfahren |
| 1973 | Knut Knudsen                                 | Bahnradsport      | Goldmedaillengewinner bei den Weltmeisterschaften (Einerverfolgung) |
| 1974 | Magne Myrmo                                  | Skilanglauf       | zweimaliger Medaillengewinner bei den Nordischen Skiweltmeisterschaften in Falun (Gold im 15-Kilometer-Lauf, Bronze mit der 4-mal-10-Kilometer-Staffel) |
| 1975 | Grete Andersen                               | Leichtathletik    | Weltrekord im 3000-Meter-Lauf (8:46,6 min) – erste norwegische Lauf-Weltrekordlerin |
| 1976 | Ivar Formo                                   | Skilanglauf       | zweimaliger Medaillengewinner bei den Olympischen Winterspielen in Innsbruck (Gold im 50-Kilometer-Lauf, Silber mit der 4-mal-10-Kilometer-Staffel) |
| 1977 | Grete Waitz                                  | Leichtathletik    | Gewinnerin des Weltcups in Düsseldorf (3000-Meter-Lauf) |
| 1978 | Lene Jenssen                                 | Schwimmen         | Silbermedaillengewinnerin bei den Schwimmweltmeisterschaften in Berlin (100 Meter Freistil) – erste norwegische Medaillengewinnerin bei Schwimmweltmeisterschaften |
| 1979 | Grete Waitz                                  | Leichtathletik    | Goldmedaillengewinnerin bei den Crosslauf-Weltmeisterschaften in Limerick, zweiter Sieg beim New-York-City-Marathon (als erste Frau unter zweieinhalb Stunden – 2:27:33 h) |
| 1980 | Bjørg Eva Jensen                             | Eisschnelllauf    | Goldmedaillengewinnerin bei den Olympischen Winterspielen in Lake Placid (3000-Meter-Lauf), Bronzemedaillengewinnerin bei der Mehrkampfweltmeisterschaft in Hamar |
| 1981 | Tom Lund                                     | Fußball           | Norwegischer Pokalsieger mit Lillestrøm SK, 2:1-Sieg im Länderspiel gegen England |
| 1982 | Berit Aunli                                  | Skilanglauf       | viermalige Medaillengewinnerin bei den Nordischen Skiweltmeisterschaften in Oslo (Gold im 5-, 10-Kilometer-Lauf und mit der 4-mal-5-Kilometer-Staffel, Silber über 20 Kilometer klassisch) |
| 1983 | Grete Waitz                                  | Leichtathletik    | Goldmedaillengewinnerin bei den Leichtathletik-Weltmeisterschaften in Helsinki (Marathonlauf) und Crosslauf-Weltmeisterschaften in Gateshead, fünfter Sieg beim New-York-City-Marathon, erster Sieg beim London-Marathon |
| 1984 | Eirik Kvalfoss                               | Biathlon          | dreimaliger Medaillengewinner bei den Olympischen Winterspielen in Sarajewo (Gold im 10-Kilometer-Lauf, Silber mit der 4-mal-7,5-Kilometer-Staffel, Bronze im 20-Kilometer-Lauf) |
| 1985 | Anette Bøe                                   | Skilanglauf       | dreimalige Medaillengewinnerin bei den Nordischen Skiweltmeisterschaften in Seefeld in Tirol (Gold im 5- und 10-Kilometer-Lauf, Silber mit der 4-mal-5-Kilometer-Staffel, Bronze im 20-Kilometer-Lauf), Gesamtsiegerin des Skilanglauf-Weltcups                                                                                            |
| 1986 | Ingrid Kristiansen                           | Leichtathletik    | Goldmedaillengewinnerin bei den Leichtathletik-Europameisterschaften in Stuttgart (Marathonlauf), Weltrekord im 5000- (14:37,33 min) und 10.000-Meter-Lauf (30:13,74 min), Siegerin des Boston-, Chicago-Marathons und beim Course de l’Escalade                                                                                           |
| 1987 | Ingrid Kristiansen                           | Leichtathletik    | Goldmedaillengewinnerin bei den Leichtathletik-Weltmeisterschaften in Rom (10.000-Meter-Lauf), Weltrekorde im 10-Meilen- (50:37 min), 15-Kilometer-Lauf (47:17 min) und Halbmarathon (1:06:40 h), Siegerin des London-Marathons und beim Course de l’Escalade, Bronzemedaillengewinnerin bei den Crosslauf-Weltmeisterschaften in Warschau |
| 1988 | Jon Rønningen                                | Ringen            | Goldmedaillengewinner bei den Olympischen Sommerspielen in Seoul, Silbermedaillengewinner bei den Europameisterschaften in Kolbotn (jeweils griechisch-römischer Stil, Klasse bis 52 kg) |
| 1989 | Ole Kristian Furuseth                        | Ski Alpin         | Gewinner des Riesenslalomweltcups, Dritter im Slalomweltcup, Vierter im Gesamtweltcup (zwei Slalomsiege, ein Riesenslalomsieg), Plätze sechs (Slalom) und acht (Riesenslalom) bei den Alpinen Skiweltmeisterschaften in Vail |
| 1990 | Atle Skårdal                                 | Ski Alpin         | Gewinner von drei Weltcup-Abfahrten, Zweiter im Abfahrtsweltcup, Sechster im Super-G-Weltcup |
| 1991 | Johann Olav Koss                             | Eisschnelllauf    | Goldmedaillengewinner bei der Mehrkampfweltmeisterschaft in Heerenveen mit Weltrekord (157,396 Punkte), Weltrekorde im 5000- (6:41,73 min) und 10.000-Meter-Lauf (13:43,54 min) |
| 1992 | Vegard Ulvang                                | Skilanglauf       | viermaliger Medaillengewinner bei den Olympischen Winterspielen in Albertville (Gold im 10-, 30-Kilometer-Lauf und mit der 4-mal-10-Kilometer-Staffel, Silber im 15-Kilometer-Lauf), Zweiter beim Wasalauf und im Skilanglauf-Weltcup |
| 1993 | Norwegische Herren-Fußballnationalmannschaft | Fußball           | Gewinn der Qualifikation zur Fußball-Weltmeisterschaft in den Vereinigten Staaten (unter anderem durch Siege gegen das nicht qualifizierte England, die Niederlande und die Türkei) |
| 1994 | Johann Olav Koss                             | Eisschnelllauf    | Dreimaliger Goldmedaillengewinner bei den Olympischen Winterspielen in Lillehammer (1500-, 5000- und 10.000-Meter-Lauf) jeweils in Weltrekordzeit, Goldmedaillengewinner bei der Mehrkampfweltmeisterschaft in Göteborg, Silbermedaillengewinner bei der Mehrkampfeuropameisterschaft in Hamar, Weltcup-Gewinner über 5000/10.000 Meter    |
| 1995 | Bjørn Dæhlie                                 | Skilanglauf       | Gewinn des Gesamtweltcups (fünf Einzelsiege, fünf zweite Plätze), viermaliger Medaillengewinner bei den Nordischen Skiweltmeisterschaften in Thunder Bay (Gold mit der 4-mal-10-Kilometer-Staffel, jeweils Silber über 10 Kilometer klassisch, 30 Kilometer klassisch und 50 Kilometer Freistil)                                           |
| 1996 | Vebjørn Rodal                                | Leichtathletik    | Goldmedaillengewinner bei den Olympischen Sommerspielen in Atlanta (800-Meter-Lauf, olympischer Rekord: 1:42,58 min) |
| 1997 | Nils Arne Eggen                              | Fußball           | Trainer des norwegischen Meisters Rosenborg BK, der das Viertelfinale der UEFA Champions League unter anderem durch einen 2:1-Sieg über den AC Mailand erreichte. |
| 1997 | Hanne Haugland                               | Leichtathletik    | Goldmedaillengewinnerin bei den Leichtathletik-Weltmeisterschaften in Athen (Hochsprung), Bronzemedaillengewinnerin bei den Leichtathletik-Hallenweltmeisterschaften in Paris, Norwegischer Rekord von 2,01 m beim Meeting Weltklasse Zürich                                                                                               |
| 1998 | Bjørn Dæhlie                                 | Skilanglauf       | viermaliger Medaillengewinner bei den Olympischen Winterspielen in Nagano (Gold über 10 Kilometer klassisch, 50 Kilometer Freistil und 4-mal-10-Kilometer-Staffel, Silber im 15-Kilometer-Verfolgungsrennen) |
| 1999 | Lasse Kjus                                   | Ski Alpin         | fünfmaliger Medaillengewinner bei den Alpinen Skiweltmeisterschaften in Vail (Gold im Super-G und Riesenslalom, Silber in der Abfahrt, Slalom und Kombination), Sieger im Gesamtweltcup, Abfahrtsweltcup und Kombinationsweltcup |
| 2000 | Trine Hattestad                              | Leichtathletik    | Goldmedaillengewinnerin bei den Olympischen Sommerspielen in Sydney (Speerwurf), Weltrekord (69,48 m), insgesamt zwölf Siege in 15 Wettkämpfen |
| 2001 | Olaf Tufte                                   | Rudern            | Goldmedaillengewinner bei den Weltmeisterschaften in Luzern (Einer) |
| 2002 | Ole Einar Bjørndalen                         | Biathlon          | viermaliger Goldmedaillengewinner bei den Olympischen Winterspielen in Salt Lake City (Einzel, Sprint, Verfolgung, Staffel), Platz sechs im 30-Kilometer-Langlauf der Spezialisten |
| 2003 | Petter Solberg                               | Motorsport        | Gewinner der Rallye-Weltmeisterschaft |
| 2004 | Andreas Thorkildsen                          | Leichtathletik    | Goldmedaillengewinner bei den Olympischen Sommerspielen in Athen (Speerwurf), Siege beim IAAF Super Grand Prix in Stockholm und London, Platz zwei beim World Athletics Finale in Monaco |
| 2005 | Marit Bjørgen                                | Skilanglauf       | fünfmalige Medaillengewinnerin bei den Nordischen Skiweltmeisterschaften in Oberstdorf (Gold über 30 Kilometer klassisch, im Team-Sprint und in der 4-mal-5-Kilometer-Staffel, Silber im 15-Kilometer-Verfolgungsrennen, Bronze über 10 Kilometer Freistil), Sieg im Gesamt-, Sprint- und Distanzweltcup                                   |
| 2006 | Kjetil André Aamodt                          | Ski Alpin         | Goldmedaillengewinner bei den Olympischen Winterspielen in Turin (Super G), Vierter in der Abfahrt |
| 2007 | Aksel Lund Svindal                           | Ski Alpin         | zweimaliger Goldmedaillengewinner bei den Alpinen Weltmeisterschaften in Åre (Abfahrt, Riesenslalom), Sieger im Gesamtweltcup, Riesenslalomweltcup und Kombinationsweltcup |
| 2008 | Andreas Thorkildsen                          | Leichtathletik    | Goldmedaillengewinner bei den Olympischen Sommerspielen in Peking (Speerwurf), „Europas Leichtathlet des Jahres“ in der vom europäischen Verband EAA durchgeführten Abstimmung |
| 2009 | Petter Northug                               | Skilanglauf       | dreifacher Goldmedaillengewinner bei den Nordischen Weltmeisterschaften in Liberec (30 Kilometer Verfolgung, 50 Kilometer Massenstart, 4-mal-10-Kilometer-Staffel), Platz zwei bei der Tour de Ski |
| 2010 | Thor Hushovd                                 | Radrennen         | Goldmedaillengewinner bei den UCI-Straßen-Weltmeisterschaften in Melbourne (Straßenrennen), Etappensiege bei Tour de France und Vuelta a España, Norwegischer Meister (Straßenrennen) |
| 2011 | Alexander Dale Oen                           | Schwimmen         | Goldmedaillengewinner bei den Weltmeisterschaften in Shanghai (100 Meter Brust) – erster norwegischer Titelträger bei Schwimmweltmeisterschaften, zweifacher Medaillengewinner bei den Kurzbahneuropameisterschaften in Stettin (Gold über 100 Meter Brust, Bronze über 50 Meter Brust)                                                    |
| 2012 | Tora Berger                                  | Biathlon          | vierfache Goldmedaillengewinnerin bei den Weltmeisterschaften in Ruhpolding (Gold im Einzel, Massenstart und mit der Mixed-Staffel und Gold mit der Frauen-Staffel) |
| 2013 | Magnus Carlsen                               | Schach            | Weltmeister im Schach |
| 2014 | Ole Einar Bjørndalen                         | Biathlon          | zweimaliger Goldmedaillengewinner bei den Olympischen Winterspielen in Sotschi (Sprint, Mixed-Staffel) und damit bis dahin erfolgreichster Winterolympionike |
| 2015 | Petter Northug                               | Skilanglauf       | vierfacher Goldmedaillengewinner bei den Weltmeisterschaften in Falun (Sprint, Teamsprint, Staffel, 50 Kilometer klassisch), Sieg der Tour de Ski |
| 2016 | Ada Hegerberg                                | Fußball           | gelang mit Olympique Lyon in der Saison 2015/16 der Sieg des Triples im Frauenfußball (Nationale Meisterschaft, Pokalsieg und UEFA Women’s Champions League), schoss 54 Tore und gewann die Wahl zu Europas Fußballerin des Jahres |
| 2017 | Karsten Warholm                              | Leichtathletik    | Goldmedaillengewinner bei den Weltmeisterschaften in London (400 Meter Hürden) mit Landesrekord |
| 2018 | Jakob Ingebrigtsen                           | Leichtathletik    | zweimaliger Goldmedaillengewinner bei den Europameisterschaften in Berlin (1500 Meter, 5000 Meter) |
| 2019 | Karsten Warholm                              | Leichtathletik    | Goldmedaillengewinner bei den Weltmeisterschaften in Doha und Halleneuropameisterschaften in Glasgow (400 Meter Hürden), erster Europäer mit einer Bestzeit unter 47 Sekunden über 400 Meter Hürden (46,92 Sekunden) |
| 2020 | Erling Haaland                               | Fußball           | gewählter bester U21 Fußballspieler Europas Golden Boy 2020, Norwegens Fußballer des Jahres Gullballen 2020 |
| 2021 | Karsten Warholm                              | Leichtathletik    | Goldmedaillengewinner bei den Olympischen Spielen in Tokio (400 Meter Hürden) mit Weltrekord, erster Mensch mit einer Bestzeit unter 46 Sekunden über 400 Meter Hürden (45,94 Sekunden) |
| 2022 | Jakob Ingebrigtsen                           | Leichtathletik    | Goldmedaillengewinner bei den Weltmeisterschaften in Eugene (5000 Meter) sowie Silber über (1500 Meter), zweimaliger Goldmedaillengewinner bei den Europameisterschaften in München (500 Meter, 1500 Meter), Einzelgold im Crosslauf bei den Europameisterschaften in Turin und Sieger der Diamond League über 1500 Meter                  |
| 2023 | Viktor Hovland                               | Golf              | Sieger des FedEx Cup 2023 |
| 2024 | Markus Rooth                                 | Leichtathletik    | Goldmedaillengewinner bei den Olympischen Spielen in Paris (Zehnkampf) |